# Hamza
 Denne artikel bør gennemlæses af en person med fagkendskab for at sikre den faglige korrekthed.

Hamza ibn ‘Abdul-Muttalib (arabisk: حمزة إبن عبد المطلب) (født ca. 567, død 625) var en af profeten Muhammed følgesvende.
Hans tilnavn var Allahs løve og Løven fra Paradis. Samtidig var han profetens fosterbror, fordi profeten Muhammed og Hamza blev ammet af den samme kvinde, da de var spædbørn.
Han døde som martyr under Slaget ved Uhud i 625.
Hamza kaldes for "martyrernes mester".